# La Voz de la Mujer (revista española)
La Voz de la Mujer (1917-1931) fue una revista española primero mensual y, desde 1925, semanal, dedicada a la defensa de las mujeres. .

## Trayectoria
Fue fundada por Consuelo González Ramos. Celsia Regis, en 1917 que lo dirigió hasta 1931. Empezó siendo definida como una “Revista mensual dedicada a la defensa de la mujer" pero, ya en 1927, es un “Periódico feminista, de progreso social, de cultura y orientación profesional de la mujer”.
La Voz de la Mujer fue el portavoz del Instituto de Cultura de Madrid, del Lyceum Club Femenino y de la Unión del Feminismo Español. Su directora, Celsia Regis, pretendió formar un frente unido, apolítico y dedicado a defender los derechos de las mujeres sin distinción de clases ni ideologías. Esta posición fue incluso criticada por una colaboradora de la revista, la socialista María Cambrils. pero Celsia Regis le rebatió afirmando que su postura política alejaba a muchas mujeres.
En 1925 se publicó en sus páginas el estatuto y programa de la Unión del Feminismo Español, organización fundada por Celsia Regis. Su objetivo consistía en superar diferencias y sumar esfuerzos para reivindicar la igualdad jurídica entre hombre y mujer, la reforma de los códigos legales, el acceso al mercado laboral y profesional y generar una conciencia femenina.
Impulsado por esta revista, se celebró en Madrid el primer mitin feminista de España, en 1926. En él tomaron parte también las obreras junto con muchas mujeres que expresaron sus posiciones radicales y que habían preferido colaborar con La Voz de Mujer antes que guardar silencio. En este mitin  participaron Leonor Serrano Pablo y Clara Campoamor, entre otras. Esta revista publicó también una entrevista con Miguel Primo de Rivera, en la que se declaraba feminista ya que había favorecido la presencia de mujeres en cargos políticos.
En 1928, para informar de todas las actividades que propugnaba Celsia Regis y la revista, esta se incrementó con un suplemento “Las subsistencias”.
A lo largo de sus números aparecerán reseñas de la vida y obra de muchas mujeres contemporáneas, como la escritora y feminista Dolores Monserdá,n.º 2, Concha Espina, n.º 82, Pilar Millán Astray, n.º 83; mujeres del pasado, como María Josefa Massanés, n.º 1; promocionaba nuevas autoras, como las escritoras Sofía Blasco n.º 82, Josefina Bolinaga, pintoras como Maroussia Valero, n.º 83; e instituciones educativas orientadas a las mujeres, como el Centro Ibero-americano de Cultura Popular femenina, n.º 1; la Asociación para la enseñanza de la Mujer, n.º 2, entre otras.